# Anton Aleksejevič Gubenko
‎Anton Aleksejevič Gubenko (rusko Антон Алексеевич Губенко), sovjetski častnik, vojaški pilot, letalski as in heroj Sovjetske zveze, * 12. februar 1908, † 31. marec 1939.
Gubenko je v svoji vojaški karieri dosegel 7 zračnih zmag (po nekaterih virih 8).

## Življenjepis
Leta 1927 je vstopil v Leningrajsko vojnoletalsko šolo, nakar pa je nadaljeval šolanje na Sevastopolski letalski akademiji.
Sodeloval je v španski državljanski vojni in v drugi kitajsko-japonski vojni (od marca 1938 do avgusta 1938).
Nato je bil premeščen kot predstavnik k beloruskemu vojnemu letalstvu, kjer je 31. marca 1939 umrl v letalski nesreči.

## Odlikovanja
- heroj Sovjetske zveze (22. marec 1939)
- red Lenina
- red rdeče zastave
- zlati red kitajske republike